# Тамильская Википедия
Тамильская Википедия (там. தமிழ் விக்கிப்பீடியா) — раздел Википедии на тамильском языке.
Была основана в сентябре 2003 года. Является второй Википедией на языке, относящемся к дравидийским, которая смогла перейти порог в 10000 статей (первой была Телугская Википедия). На 12 ноября 2008 года включала в себя 15911 статей, являясь 67-й по их количеству. 6 октября 2010 написана 25 000-я статья, а 18 декабря 2012 года Тамильская Википедия преодолела рубеж в 60 000 статей, будучи 60-й по количеству статей среди всех языковых разделов.
Тамильская Википедии рассматривается как важный источник информации на тамильском языке в интернете. Развитие раздела замедляет отсутствие компьютеров и интернет-услуг в сельских районах штата Тамил Наду и Шри-Ланке; развитие раздела происходит в основном за счёт тамильской диаспоры.

## Хронология
- 20 октября 2006 года  — 5 000 статей
- 28 апреля 2007 года  — 10 000 статей
- 19 августа 2008 года — 15 000 статей
- 6 октября 2010 года — 25 000 статей
- 18 декабря 2012 года — 50 000 статей
- 2 март 2014 года — 60 000 статей
- 27 октября — Тамильская Википедия по количеству статей обошла татарскую, отодвинув её на шестидесятое место.
- 29 октября — Татарская Википедия по количеству статей обошла тамильскую, отодвинув её на шестидесятое место.
- 10 ноября — Тамильская Википедия по количеству статей вновь обошла татарскую, отодвинув её на шестидесятое место.
- 16 ноября 2014 года — Чеченская Википедия по количеству статей обошла тамильскую, отодвинув её на шестидесятое место.
  - 6 декабря 2014 года — Татарская Википедия по количеству статей обошла тамильскую, отодвинув её на шестьдесят первое место.
- 3 января 2015 года — Тамильская Википедия по количеству статей в третий раз обошла татарскую, отодвинув её на шестьдесят первое место.
- 30 января 2015 года — 66 666 статей
  - 25 февраля 2015 года — Урду Википедия по количеству статей обошла тамильскую, отодвинув её на шестьдесят второе место.
  - 31 марта 2015 года — Татарская Википедия по количеству статей обошла тамильскую, отодвинув её на шестьдесят третье место.